# Fabrício de Souza
Fabrício de Souza (* 5. Juli 1982 in Imbituba) ist ein ehemaliger brasilianischer Fußballspieler.

## Karriere
Fabrício begann seine Karriere 2001 beim Erstligisten SC Corinthians. 2002 gewann er mit dem Verein den Copa do Brasil und wurde er mit dem Verein Vizemeister der Campeonato Brasileiro Série A. Mit dem Verein wurde er 2005 brasilianischer Meister. 2006 wechselte er zum japanischen Erstligisten Júbilo Iwata. 2008 kehrte er nach Brasilien zurück. Hier spielte er bis 2011 für Cruzeiro EC. 2009 erreichte er das Finale des Copa Libertadores. 2010 wurde er mit dem Verein Vizemeister der Campeonato Brasileiro Série A. 2012 wechselte er zu FC São Paulo. 2012 gewann er mit dem Verein den Copa Sudamericana. 2014 wurde er an dem Zweitligisten CR Vasco da Gama ausgeliehen. 2014 wurde er mit dem Verein Tabellendritter und stieg in die erste Liga auf. Danach spielte er bei Joinville EC. 2015 beendete er seine Karriere als Fußballspieler.

## Erfolge
SC Corinthians
- Brasilianischer Pokalsieger: 2002
- Torneio Rio-São Paulo: 2002
- Staatsmeisterschaft von São Paulo: 2003
- Brasilianischer Meister: 2005

Cruzeiro
- Staatsmeisterschaft von Minas Gerais: 2008, 2009, 2011